# فروکشند (کتاب)
«فروکشند» (انگلیسی: The Ebb-Tide) یا جزر، یک کتاب از رابرت لویی استیونسن است. این اثر در حقیقت رمانی است کوتاه از استیونسن که به همراه پسر خوانده‌اش، لوید اوزبورن نوشته شد. فروکِشند در همان سالی چاپ گردید که استیونسن درگذشت.